# Alliance Université-Entreprise de Grenoble
 (mars 2014).
Si vous disposez d'ouvrages ou d'articles de référence ou si vous connaissez des sites web de qualité traitant du thème abordé ici, merci de compléter l'article en donnant les références utiles à sa vérifiabilité et en les liant à la section « Notes et références ».
L’alliance Université-Entreprise de Grenoble est un laboratoire d'idées et un initiateur d'actions (« think tank ») et a pour objectif de contribuer au développement des échanges entre le milieu universitaire et l'environnement économique et culturel, dans le cadre de la vie régionale, nationale et internationale.

## Historique
Fondée le 21 juin 1947 par Paul-Louis Merlin en tant qu'association loi 1901 sous le nom « association des amis de l'université de Grenoble », devenue « alliance universitaire de Grenoble » (AUG) par décision de l'assemblée générale extraordinaire du 8 novembre 1971, alors que les relations université-entreprise tendent à se renforcer dans le contexte d'une économie plus libérale, dans les pays riches, dont en France,, elle prend le nom « alliance Université-Entreprise de Grenoble » (AUEG) par décision de l'assemblée générale extraordinaire du 30 mai 2001. L'association se présente comme apolitique et non confessionnelle.

## Objectifs
Aujourd'hui, l'AUEG est une structure légère, ouverte et indépendante, dont les principales actions se structurent selon quatre orientations stratégiques :
- contribuer à l'innovation et l'anticipation ; l'AUEG contribue aux veilles, étudie la faisabilité d'outils et méthodes d'anticipation stratégique, et est un incubateur par les échanges entre tous les acteurs de l'entreprise, de l'université, des collectivités ;
- favoriser la création de valeurs ; l'AUEG bénéficie de sa double intégration dans la recherche et dans l'entreprise en créant des stratégies pour faire connaître le potentiel et les résultats des laboratoires auprès des entreprises, et relaie les besoins formulés par les entreprises ;
- promouvoir les formations supérieures et contribuer à leur évolution ; l'AUEG apporte à ses partenaires son expérience dans les actions université-entreprise, notamment en s'intéressant aux attentes des entreprises en matière de développement des compétences et des connaissances des diplômés ;
- développer à l'international le lien culture – université – entreprise ; le rôle de l'AUEG concernant la Chine n'est plus à démontrer et c'est désormais dans le domaine des collaborations et de la coopération avec les pays de l'Est de l'Europe, et notamment avec la Russie, que l'AUEG innove pour les acteurs du bassin grenoblois.

## Publications
L'AUEG publie d'une part pour informer ses adhérents, sympathisants et partenaires, et d'autre part pour mettre à la disposition des entreprises, collectivités, universités, organismes, et des citoyens les résultats des réflexions, études issues de ses activités. Sont ainsi proposées :
- l'AUEG infos, périodique semestriel d'information sur l'activité de l'alliance à destination des adhérents et partenaires. Il fait le point des actions en cours, des projets et permet de faire connaître les décisions du conseil d'administration et de l'assemblée générale ;
- les dossiers de l'AUEG, publications contenant des éléments de débat pour déclencher ou alimenter des réflexions. Ces dossiers se présentent sous la forme d'un A3 plié en 3 volets, dont le titre est souvent une question. Deux volets informent sur le thème abordé ; deux autres volets apportent un éclairage venant d'une entreprise, d'un laboratoire de recherche, d'une collectivité, etc. Enfin, un dernier volet donne quelques références (livres, site web…) pour qui veut approfondir. Exemples : le développement durable, vision chimérique ou solutions concrètes ; l’irruption de la Chine sur la scène mondiale de l’énergie ;
- les publications de l'AUEG ; ces publications sont des textes de fond, qui font le point sur un thème précis. Elles peuvent être le résultat d'un groupe de réflexion ou d'une conférence retravaillée avec l'auteur. Elles se présentent d'ordinaire sous la forme d'un A3 plié (dimension A4), parfois avec un insert A4, au maximum en 8 pages. La diversité des sujets est à l'image des angles d'approche variés dans le cadre des quatre missions de l'AUEG. Contributions de fond sur des thèmes sujets d'actions de l'AUEG. Exemples : Quels territoires (Armand Frémont) ; Innovation et mobilité urbaine durable (Georges Amar) ; L'urbanisation hier et aujourd'hui. Et demain ? etc. ;
- les évènements de l'AUEG ; certaines conférences ou tables-rondes de l'AUEG particulièrement intéressantes sont filmées, montées et peuvent ainsi, sous forme de DVD, être accessibles à celles et ceux qui n'ont pu y participer. Exemples : La recherche, outil stratégique (Serge Feneuil) ; les grands instruments (Guy Aubert) ;
- les rapports ; les rapports sont soit les résultats d'études réalisées dans le cadre d'un contrat à la demande d'un partenaire de l'AUEG, soit les dossiers bilans de groupes de réflexion qui ont parfois travaillé pendant plusieurs années. Exemples : les centres d’innovation et valorisation dans les universités russes ; prospective en physique ; sciences biologiques et entreprises, etc. ;
- les guides et outils ; l'AUEG contribue notamment à créer des outils qui peuvent servir aux entreprises, aux laboratoires de recherche, aux établissements d'enseignement, aux collectivités, etc. Ils sont toujours le résultat de travaux menés en commun par des experts aux expériences professionnelles et culturelles variées. Il est possible de les imprimer et de les utiliser tels quels en spécifiant simplement l'origine. Exemple: Pré-diagnostique de développement durable dans les PME.